# Barry Phillips-Moore
Barry Phillips-Moore (Adelaide, 9 luglio 1937 – 29 giugno 2023) è stato un tennista australiano.

## Biografia
Nell'era pre Open conquistò due titoli in singolare, ad Auckland e Montana-Vermala.
Nell'era Open non riuscì invece a conquistare titoli in singolare. Nel 1974 raggiunse la finale a Hilversum perdendo poi ad opera di Guillermo Vilas e i quarti di finale a Firenze, New Jersey e Gstaad.
In doppio si aggiudicò il torneo di Little Rock in coppia con Marcelo Lara e arrivò ai quarti di finale al torneo di Atlanta in coppia con Frank Froehling.
I suoi migliori risultati in singolare in uno slam furono le semifinali degli Australian Championships nel 1961 e 1968, mentre in doppio i quarti al Roland Garros del 1974 e quelli all'Australian Championships e Australian Open raggiunti per un totale di 8 volte. Inoltre raggiunse i quarti di finale in doppio misto agli Australian Championships per tre volte.

## Statistiche

### Singolare

#### Vittorie pre era Open (2)
| Numero | Anno            | Torneo                                     | Avversario in finale | Punteggio               |
| 1.     | 4 febbraio 1968 | Torneo di Auckland, Auckland               | Onny Parun           | 6-3, 6-8, 1-6, 6-3, 6-2 |
| 2.     | 20 luglio 1969  | Torneo di Montana-Vermala, Montana-Vermala | Štěpán Koudelka      | 6-1, 6-2, 7-5           |

#### Finali perse era Open (1)
| Numero | Anno           | Torneo                | Superficie  | Avversario in finale | Punteggio          |
| 1.     | 28 luglio 1974 | Dutch Open, Hilversum | Terra rossa | Guillermo Vilas      | 6-4, 6-2, 1-6, 6-3 |

### Doppio

#### Vittorie era Open (1)
| Numero | Anno            | Torneo                                                | Superficie | Compagno     | Avversario in finale      | Punteggio |
| 1.     | 3 febbraio 1975 | Arkansas International Tennis Tournament, Little Rock | Sintetico  | Marcelo Lara | Jeff Austin Charles Owens | 6-4, 6-3  |